# MPB
A MPB, sigla derivada da expressão Música Popular Brasileira, é um gênero musical surgido no Brasil em meados da década de 1960. A MPB surgiu a partir de 1966 na cidade do Rio de Janeiro com a segunda geração da bossa nova, mas com uma forte influência do folclore brasileiro que já vinha desde 1932. Na prática, a sigla MPB anunciou uma fusão de dois movimentos musicais até então divergentes, a bossa nova e o engajamento folclórico dos Centros Populares de Cultura da União Nacional dos Estudantes. Os primeiros defendendo a sofisticação musical e os segundos, a fidelidade à música de raiz brasileira. Seus propósitos se misturaram e, com o golpe de 1964, os dois movimentos se tornaram uma frente ampla cultural contra o regime militar, adotando a sigla MPB na sua bandeira de luta.
A Jovem Guarda e a Tropicália são movimentos musicais que fazem parte da MPB, mas a Tropicália se identificou mais com a MPB do que a Jovem Guarda devido as misturas de ritmos nacionais com as internacionais.
A MPB começou com um perfil marcadamente nacionalista, mas foi mudando e incorporando elementos de procedências várias, até pela pouca resistência, por parte dos músicos, em misturar gêneros musicais. Esta diversidade é até saudada como uma das marcas deste gênero musical. Pela própria hibridez, é difícil defini-la.
O nome MPB pode, em determinados momentos, criar confusão por aparentemente se referir a qualquer música popular do Brasil, porém é importante diferenciar MPB - o estilo musical - de outros, como o samba, o choro, a bossa nova etc. Apesar de todos terem ligações, não são a mesma coisa. Assim como a bossa nova, a MPB foi uma iniciativa de produzir uma música brasileira "nacional" a partir de estilos tradicionais. A MPB teve um impacto considerável na década de 1960, em grande parte graças a vários festivais de música na televisão.

## História

Tom Jobim e Chico Buarque, 1968. Arquivo Nacional.

O termo "música popular brasileira" já era utilizado no início do século XX, mas ainda não se referia a um movimento ou grupo específico de artistas. No ano de 1945, o livro "Música popular brasileira", de Oneyda Alvarenga, relaciona o termo a manifestações populares, como o bumba-meu-boi. Somente duas décadas depois ganharia também a sigla MPB e a concepção que se tem do termo. A MPB surgiu exatamente em um momento de declínio da bossa nova, gênero renovador na música brasileira surgido na segunda metade da década de 1950. Influenciado pelo jazz norte-americano, a bossa nova deu novas marcas ao samba tradicional.
Mas na primeira metade da década de 1960, a bossa nova passou por transformações. Com o surgimento de uma nova geração de compositores, o movimento chegaria ao fim já na segunda metade daquela década. A MPB, vagamente entendida como um estilo musical, iniciou-se em meados dos anos 1960, com o acrônimo sendo aplicado a tipos de música não-elétricas, que surgiram após o início, origem e evolução da bossa nova.
Inicialmente, o estilo que seria conhecido como MPB era denominado como Música Popular Moderna (MPM), terminologia utilizada pela primeira vez em 1965, para identificar canções que já se diferenciavam da bossa nova, que não eram samba, nem moda ou marchinha, mas que aproveitavam simultaneamente a suavidade do repertório da bossa nova, o carisma das tradições regionais e o cosmopolitismo de canções norte-americanas, que se tornaram conhecidas do público brasileiro por meio do cinema.
Um dos primeiros exemplos de canção rotulada como MPM foi “Arrastão”, de Edu Lobo e Vinícius de Moraes, que em 1965, interpretada por Elis Regina, venceu o 1º Festival de Música Popular da TV Excelsior. Em 1966, o samba "Pedro Pedreiro", de Chico Buarque, também foi classificado como MPM, pois não era bossa nova, nem jovem guarda e nem música de protesto.
Também em 1966, um conjunto vocal de Niterói, até então conhecido como "Quarteto do CPC" (sigla do Centro Popular de Cultura), adotou o nome "MPB 4". Na virada da década de 1960 para a de 1970, deixou-se de adotar a sigla MPM que foi substituída pela sigla MPB.
Os artistas e o público da MPB foram em grande parte ligados aos estudantes e intelectuais, fazendo com que mais tarde a MPB fosse conhecida como "a música da universidade".

Milton Nascimento, 1969. Arquivo Nacional

O início da MPB é frequentemente associado à interpretação feita por Elis Regina da canção Arrastão, de Vinicius de Moraes e Edu Lobo. Em 1965, um mês depois de celebrar seu 20 º aniversário, Elis apareceu no nacional transmissão do Festival de Música Popular Brasileira e cantou a música, que foi lançada como single, e se tornou o single mais vendido na história da música brasileira naquela época, levando a cantora ao estrelato. Arrastão foi defendida, em 1965, por Elis no I Festival de Música Popular Brasileira (TV Excelsior, Guarujá-SP). A partir dali, difundiram-se artistas novatos, filhos da bossa nova, como Geraldo Vandré, Taiguara, Edu Lobo e Chico Buarque, que apareciam com frequência em festivais de música popular. Bem-sucedidos como artistas, eles tinham pouco ou quase nada de bossa nova. Vencedoras do II Festival de Música Popular Brasileira, (São Paulo em 1966), Disparada, de Geraldo, e A Banda, de Chico, podem ser consideradas marcos desta ruptura e mutação da bossa para MPB.
O mais antigo elemento emprestado da bossa nova à MPB é a crítica velada à injustiça social e à repressão governamental, muitas vezes baseada em uma oposição de cunho progressista à cena política caracterizada pela ditadura militar, a concentração da propriedade da terra e pelo imperialismo. A variação dentro de MPB foi o movimento artístico de curta duração, mas influente, conhecida como Tropicália.
Depois, a MPB passou a abranger outras misturas de ritmos como a do rock, soul, funk e o samba (dando origem aos estilos conhecidos como samba-rock e samba funk), além da música pop, tendo como artistas famosos Gilberto Gil, Jorge Ben Jor, Tim Maia, Gal Costa, Milton Nascimento, Chico Buarque e outros e no fim da década de 1990 a mistura da música latina influenciada pelo reggae e o samba, dando origem a um gênero conhecido como samba reggae, além de outras fusões como o axé music e o Manguebeat.
Muitos dos álbuns na lista dos 100 melhores álbuns brasileiros da Rolling Stone Brasil se enquadram na categoria MPB.